# Dolní Dvořiště
Dolní Dvořiště (en allemand : Unterhaid) est une commune du district de Český Krumlov, dans la région de Bohême-du-Sud, en République tchèque. Sa population s'élevait à 1 377 habitants en 2020.

## Géographie
Dolní Dvořiště se trouve à la frontière autrichienne, à 7 km à l'est de Rožmberk nad Vltavou, à 21 km au sud-est de Český Krumlov, à 36 km au sud de České Budějovice, à 41 km au nord-nord-est de Linz et à 158 km au sud de Prague.
La commune est limitée par Rožmitál na Šumavě, Bujanov et Kaplice au nord, par Malonty et Pohorská Ves à l'est, par l'Autriche et Horní Dvořiště au sud, et par Vyšší Brod et Rožmberk nad Vltavou à l'ouest.

## Histoire
La première mention écrite de la localité date de 1279.

## Administration
La commune se compose de huit quartiers :
- Budákov
- Dolní Dvořiště
- Jenín
- Rybník
- Rychnov nad Malší
- Tichá
- Trojany
- Všeměřice

## Transports
Par la route, Dolní Dvořiště se trouve à 12,3 km de Rožmberk nad Vltavou, à 27 km de Český Krumlov, à 39 km de České Budějovice, à 53 km de Linz et à 191 km de Prague.

## Personnalité
- Hans Watzlik (1879-1948), écrivain allemand